# RequireJS
RequireJS ist eine Open-Source-Implementierung für asynchrone Moduldefinition in JavaScript. Es dient dazu JavaScript-Dateien nicht beim Öffnen einer Webseite, sondern erst, wenn diese benötigt werden, zu laden. Zudem enthält es ein Optimierungswerkzeug, um minimierte JavaScript-Dateien zu erstellen, um das Laden von Webseiten zu beschleunigen.